# La fin du monde est à sept heures
La fin du monde est à sept heures, à laquelle on référait également sous le sigle LFDM est à 7H, était une émission de télévision québécoise conceptualisée par Stéphane Laporte et diffusée sur le réseau TQS durant trois saisons, entre le 1er septembre 1997 et le 28 avril 2000. Son titre provient du fait que l'émission était initialement diffusée à dix-neuf heures, dans sa première année, pour ensuite changer d'heure lors des années successives.

## Description
Marc Labrèche, avec l'aide de nombreux collaborateurs tels Jean-René Dufort, Patrick Masbourian, Isabelle Maréchal, Bruno Blanchet, Paul Houde et Christian Tétreault, présentait l'actualité d'un angle différent, à la manière d'un faux bulletin d'informations télévisé.
L'émission comportait aussi des sketches, mettant notamment en vedette des personnages récurrents, habituellement créés et interprétés par Labrèche et Blanchet, comme les jumelles Labrèche, Tite-Dents, le « ti monsieur pas-de-cou », la Coquette, La p'tite Poffine d'Outremont, Amélie-Luce Gratton d'Oka, une Anne-Marie Losique parodiée, et Nostradamouse, une souris présentée par le chroniqueur sportif Paul Houde et censée pouvoir prédire l'avenir.

## Héritage
Bien que l'émission n'ait jamais obtenu d'importantes cotes d'écoute, notamment en raison du fait qu'elle était diffusée sur une chaîne générant des audiences généralement moins importantes que ses compétitrices, elle attira un nombre de téléspectateurs suffisamment fidèles et enthousiastes pour lui procurer un statut d'émission culte.
Certains des personnages créés par Marc Labrèche et Bruno Blanchet ont été réutilisés par la suite : Labrèche dans Le grand blond avec un show sournois, le talk-show qu'il anima subséquemment; et Blanchet dans l'émission humoristique N'ajustez pas votre sécheuse, qu'il a créée par la suite. 
Marc Labrèche et Bruno Blanchet ont été réunis sur une base régulière à partir de 2007 dans l'émission 3600 secondes d'extase, sur les ondes de la télévision de Radio-Canada.
La fin du monde est à 7 heures révéla au public Jean-René Dufort, qui anima brièvement 2000 ans de bogues et, depuis le mois de septembre 2000, Infoman.
Le dernier segment de l'émission, souvent amputé en raison du manque de temps, était celui de la météo, présentée par un invité différent chaque semaine, n'ayant dans la majorité des cas aucun lien avec la météorologie. C'est ainsi que le chanteur iconoclaste Normand L'Amour fut présenté pour une des premières fois aux téléspectateurs québécois. L'ancien maire de Montréal, Jean Doré, qui se présentait aux élections municipales de 1998, fut entarté en direct par un quidam pendant cette partie de l'émission.

## Collaborateurs
Réguliers
- Marc Labrèche, animateur.
- Jean-René Dufort, journaliste.
- Isabelle Maréchal, journaliste.
- Patrick Masbourian, journaliste.
- Paul Houde, chroniqueur sportif.
- Bruno Blanchet, chroniqueur.

Occasionnels
- Christian Tétreault, chroniqueur sportif.
- Gildor Roy, chroniqueur sportif.
- Manuel Foglia

Autres
- Jean Leloup, auteur de la chanson-thème de l'émission